# Alexandra Fusai
Alexandra Fusai (Saint-Cloud, 22 novembre 1973) è un'ex tennista francese.

## Carriera
A livello giovanile si è fatta notare per la semifinale raggiunta al Roland Garros 1988 insieme a Olivia Fery.
Tra i professionisti ha vinto dodici titoli WTA nel doppio, di cui otto insieme alla connazionale Nathalie Tauziat. Nella specialità suddetta è riuscita a raggiungere la sesta posizione nel ranking mondiale arrivando per due volte alla finale del WTA Championships.
Nei tornei dello Slam ha raggiunto per tre volte la semifinale del Roland Garros senza tuttavia mai arrivare al match decisivo.
In Fed Cup ha giocato un totale di otto match con la squadra francese vincendone sei.
Si è ritirata nel 2003.

## Statistiche

### Doppio

#### Vittorie (12)
| Legenda: Prima del 2009 | Legenda: Dal 2009     |
| ----------------------- | --------------------- |
| Grande Slam (0)         |                       |
| Ori Olimpici (0)        |                       |
| WTA Championships (0)   |                       |
| Tier I (1)              | Premier Mandatory (0) |
| Tier II (3)             | Premier 5 (0)         |
| Tier III (3)            | Premier (0)           |
| Tier IV & V (5)         | International (0)     |

| No. | Data              | Torneo                                       | Superficie    | Compagna         | Avversarie in finale                     | Punteggio     |
| 1.  | 7 ottobre 1996    | Commonwealth Bank Tennis Classic, Surabaya   | Cemento       | Kerry-Anne Guse  | Tina Križan Noëlle van Lottum            | 6–4, 6–4      |
| 2.  | 3 febbraio 1997   | Generali Ladies Linz, Linz                   | Sintetico (i) | Nathalie Tauziat | Eva Melicharová Helena Vildová           | 4–6, 6–3, 6–1 |
| 3.  | 21 aprile 1997    | Hungarian Grand Prix, Budapest               | Terra rossa   | Amanda Coetzer   | Eva Melicharová Elena Wagner             | 6–3, 6–1      |
| 4.  | 3 novembre 1997   | Ameritech Cup, Chicago                       | Sintetico (i) | Nathalie Tauziat | Lindsay Davenport Monica Seles           | 6–3, 6–2      |
| 5.  | 23 febbraio 1998  | Generali Ladies Linz, Linz (2)               | Sintetico (i) | Nathalie Tauziat | Anna Kurnikova Larisa Neiland            | 6–3, 3–6, 6–4 |
| 6.  | 18 maggio 1998    | Internationaux de Strasbourg, Strasburgo     | Terra rossa   | Nathalie Tauziat | Yayuk Basuki Caroline Vis                | 6–4, 6–3      |
| 7.  | 24 agosto 1998    | Pilot Pen Tennis, New Haven                  | Cemento       | Nathalie Tauziat | Jana Novotná Mariaan de Swardt           | 6–1, 6–0      |
| 8.  | 8 febbraio 1999   | Nokia Cup, Prostějov                         | Sintetico (i) | Nathalie Tauziat | Květa Peschke Helena Vildová             | 3–6, 6–2, 6–1 |
| 9.  | 10 maggio 1999    | WTA German Open, Berlino                     | Terra rossa   | Nathalie Tauziat | Jana Novotná Patricia Tarabini           | 6–3, 7–5      |
| 10. | 3 gennaio 2000    | ASB Classic, Auckland                        | Cemento       | Cara Black       | Barbara Schwartz Patricia Wartusch       | 3–6, 6–3, 6–4 |
| 11. | 25 settembre 2000 | Fortis Championships Luxembourg, Lussemburgo | Sintetico (i) | Nathalie Tauziat | Ljubomira Bačeva Cristina Torrens Valero | 6–3, 7–6(0)   |
| 12. | 1º gennaio 2001   | ASB Classic, Auckland (2)                    | Cemento       | Rita Grande      | Emmanuelle Gagliardi Barbara Schett      | 7–6(4), 6–3   |

### Risultati in progressione
| Sigla | Risultato               |
| ----- | ----------------------- |
| V     | Vincitore               |
| F     | Finalista               |
| SF    | Semifinalista           |
| O     | Oro olimpico            |
| A     | Argento olimpico        |
| SF    | Bronzo olimpico         |
| QF    | Quarti di Finale        |
| 4T    | Quarto turno            |
| 3T    | Terzo turno             |
| 2T    | Secondo turno           |
| 1T    | Primo turno             |
| RR    | Round Robin             |
| LQ    | Turno di qualificazione |
| A     | Assente                 |
| ND    | Non disputato           |

| Legenda superfici    |
| -------------------- |
| Cemento              |
| Terra battuta        |
| Erba                 |
| Superficie variabile |

#### Singolare nei tornei del Grande Slam
| Torneo          | 1991 | 1992 | 1993 | 1994 | 1995 | 1996 | 1997 | 1998 | 1999 | 2000 | 2001 | 2002 | 2003 |
| --------------- | ---- | ---- | ---- | ---- | ---- | ---- | ---- | ---- | ---- | ---- | ---- | ---- | ---- |
| Australian Open | A    | A    | 1T   | A    | 1T   | 3T   | 2T   | A    | A    | 1T   | 1T   | A    | A    |
| Open di Francia | 1T   | 1T   | 2T   | 3T   | 1T   | 2T   | 2T   | 3T   | 1T   | 2T   | 1T   | 1T   | A    |
| Wimbledon       | A    | A    | 1T   | 1T   | 1T   | 2T   | 1T   | 2T   | 1T   | A    | A    | 1T   | A    |
| US Open         | A    | 1T   | 2T   | 2T   | A    | 2T   | 3T   | 2T   | A    | A    | 1T   | A    | A    |

#### Doppio nei tornei del Grande Slam
| Torneo          | 1991 | 1992 | 1993 | 1994 | 1995 | 1996 | 1997 | 1998 | 1999 | 2000 | 2001 | 2002 | 2003 |
| --------------- | ---- | ---- | ---- | ---- | ---- | ---- | ---- | ---- | ---- | ---- | ---- | ---- | ---- |
| Australian Open | A    | A    | 2T   | A    | 1T   | 1T   | 2T   | A    | A    | 2T   | QF   | 2T   | A    |
| Open di Francia | 1T   | 1T   | 2T   | 2T   | 2T   | QF   | SF   | QF   | SF   | SF   | 2T   | 3T   | A    |
| Wimbledon       | A    | A    | A    | 1T   | 2T   | 2T   | 3T   | 2T   | 2T   | 2T   | 2T   | 1T   | A    |
| US Open         | A    | 1T   | 1T   | 1T   | 2T   | 1T   | QF   | 2T   | 3T   | 3T   | 1T   | 2T   | A    |

#### Doppio misto nei tornei del Grande Slam
| Torneo          | 1991 | 1992 | 1993 | 1994 | 1995 | 1996 | 1997 | 1998 | 1999 | 2000 | 2001 | 2002 | 2003 |
| --------------- | ---- | ---- | ---- | ---- | ---- | ---- | ---- | ---- | ---- | ---- | ---- | ---- | ---- |
| Australian Open | A    | A    | A    | A    | A    | A    | 1T   | A    | A    | A    | 1T   | A    | A    |
| Open di Francia | A    | A    | A    | A    | 1T   | 2T   | 3T   | 2T   | A    | A    | QF   | 2T   | A    |
| Wimbledon       | A    | A    | A    | A    | A    | 1T   | 3T   | 1T   | A    | A    | 1T   | 1T   | A    |
| US Open         | A    | A    | A    | A    | A    | A    | A    | 1T   | 1T   | 2T   | 1T   | A    | A    |

## Vittorie contro giocatrici Top 10
| Stagione | 1997 | 1998 | Totale |
| Vittorie | 1    | 1    | 2      |

| #    | Giocatrice   | Ranking | Evento                        | Superficie  | Turno | Punteggio        | Rank. AFR |
| ---- | ------------ | ------- | ----------------------------- | ----------- | ----- | ---------------- | --------- |
| 1997 |              |         |                               |             |       |                  |           |
| 1.   | Anke Huber   | 8       | Lipton Championships, Miami   | Cemento     | 3T    | 7-6(1), 6-3      | 60        |
| 1998 |              |         |                               |             |       |                  |           |
| 2.   | Jana Novotná | 3       | Internazionali d'Italia, Roma | Terra rossa | 2T    | 2-6, 7-6(6), 6-3 | 74        |